# Abu Marufe Maomé I
Abu Marufe Maomé I ibne Abdalaque I, Abde Alhaque I, ou Abde Alaque I (em árabe: أبو معروف محمد بن عبد الحق; romaniz.: Abū Maʿruf Muḥammad ibn ʿAbd al-Ḥaqq) foi o terceiro chefe conhecido dos Benamerim (merínidas), a dinastia que fundaria o Império Merínida (no atual Marrocos), de 1240 até 1244, quando foi morto combatendo as tropas do Califado Almóada diante de Fez. Foi sucedido por seu irmão Abu Iáia Abu Becre (r. 1244–1258).